# Jégtánc az 1988. évi téli olimpiai játékokon
Az 1988. évi téli olimpiai játékokon a műkorcsolya jégtánc versenyszámát február 21. és 23. között rendezték. A versenyt a szovjet Natalja Besztyemjanova–Andrej Bukin-kettős nyerte meg. A Magyarországot képviselő Engi Klára–Tóth Attila-páros a 7. helyen végzett.

## Eredmények
Az egyes szakaszokban (kötelező tánc, rövid program, kűr) kilenc bíró pontozta a versenyzőket. A pontok alapján a bírók mindegyikénél külön-külön kialakult egy sorrend az egyes szakaszokra vonatkozóan és ez egy helyezési pontszámot is jelentett. Ha egy pontozónál holtverseny alakult ki, akkor a rövid programban a kötelező elemekre kapott pontszám, a kűrben pedig a művészi hatás pontszáma döntött. Az egyes szakaszok eredménye a következő kritériumok alapján alakult ki:
1. „Többségi helyezések száma”. Az a versenyző végzett előrébb, akit a bírók többsége előrébb rangsorolt. A bírók többsége azt jelentette, hogy a legjobb 5 helyezést adó bíró helyezési pontszámait vették figyelembe, de ha az 5. bíró helyezésével még volt azonos helyezés, akkor az(oka)t is figyelembe vették. Ezt az adatot tartalmazza az oszlop. (Pl. a „6×3+” azt jelenti, hogy a versenyző 6 bírónál az első 3 hely valamelyikén végzett.)
2. „Többségi helyezések összege” (a figyelembe vett bírók helyezési pontszámainak összege)
3. „Helyezések összege” (az összes bíró helyezési pontszámainak összege)

A versenyszám végeredményét az összesített helyezési pontszám határozta meg, amely az alábbiak összegéből állt:
- A kötelező tánc helyezési pontszámának 0,6-szerese (az összesítés 30%-a),
- Az eredeti (original) tánc helyezési pontszámának 0,4-szerese (az összesítés 20%-a),
- A kűr helyezési pontszámának 1-szerese (az összesítés 50%-a).

Az alacsonyabb helyezési pontszámmal rendelkező versenyző végzett előrébb. Egyenlő helyezési pontszám esetén a kűrben elért jobb helyezés döntött.

### Kötelező tánc
A kötelező táncot február 21-én rendezték.
| Hely. | Versenyzők                                                    | Többségi helyezések száma | Többségi helyezések összege | Helyezések összege | Pont  | Helyezési pontszám |
| ----- | ------------------------------------------------------------- | ------------------------- | --------------------------- | ------------------ | ----- | ------------------ |
| 1.    | Szovjetunió (URS)-1 · Natalja Besztyemjanova · Andrej Bukin   | 9×1+                      | 9,0                         | 9,0                | 157,2 | 0,6                |
| 2.    | Szovjetunió (URS)-2 · Marina Klimova · Szergej Ponomarenko    | 8×2+                      | 16,0                        | 20,0               | 154,1 | 1,2                |
| 3.    | Kanada (CAN)-1 · Tracy Wilson · Robert McCall                 | 8×3+                      | 23,0                        | 27,0               | 151,3 | 1,8                |
| 4.    | Szovjetunió (URS)-3 · Natalja Annyenko · Genrih Szretyenszkij | 9×4+                      | 33,0                        | 33,0               | 150,0 | 2,4                |
| 5.    | Ausztria (AUT) · Kathrin Beck · Christoff Beck                | 8×5+                      | 40,0                        | 46,0               | 143,9 | 3,0                |
| 6.    | Egyesült Államok (USA)-1 · Suzanne Semanick · Scott Gregory   | 8×6+                      | 47,0                        | 57,0               | 141,4 | 3,6                |
| 7.    | Magyarország (HUN) · Engi Klára · Tóth Attila                 | 6×7+                      | 41,0                        | 66,0               | 139,0 | 4,2                |
| 8.    | Franciaország (FRA)-1 · Isabelle Duchesnay · Paul Duchesnay   | 8×9+                      | 64,0                        | 74,0               | 138,3 | 4,8                |
| 9.    | NSZK (FRG) · Antonia Becherer · Ferdinand Becherer            | 6×9+                      | 48,0                        | 82,0               | 136,0 | 5,4                |
| 10.   | Olaszország (ITA) · Lia Trovati · Roberto Pelizzola           | 5×9+                      | 44,0                        | 85,0               | 135,6 | 6,0                |
| 11.   | Egyesült Államok (USA)-2 · Susan Wynne · Joseph Druar         | 6×11+                     | 64,0                        | 100,0              | 132,7 | 6,6                |
| 12.   | Kanada (CAN)-2 · Karyn Garossino · Rodney Garossino           | 8×12+                     | 84,0                        | 97,0               | 133,4 | 7,2                |
| 13.   | Nagy-Britannia (GBR) · Sharon Jones · Paul Askham             | 8×13+                     | 101,0                       | 115,0              | 129,5 | 7,8                |
| 14.   | Csehszlovákia (TCH) · Viera Řeháková · Ivan Havránek          | 8×15+                     | 116,0                       | 132,0              | 122,1 | 8,4                |
| 15.   | Franciaország (FRA)-2 · Corinne Paliard · Didier Courtois     | 7×15+                     | 100,0                       | 132,0              | 123,8 | 9,0                |
| 16.   | Kanada (CAN)-3 · Melanie Cole · Michael Farrington            | 7×16+                     | 106,0                       | 140,0              | 120,3 | 9,6                |
| 17.   | Lengyelország (POL) · Horonata Gorna · Andrzej Dostatni       | 8×17+                     | 134,0                       | 152,0              | 115,8 | 10,2               |
| 18.   | Japán (JPN) · Tanaka Tomoko · Szuzuki Hirojuki                | 5×18+                     | 87,0                        | 164,0              | 113,0 | 10,8               |
| 19.   | Kína (CHN) · Liu Luyang · Zhao Xiaolei                        | 5×18+                     | 90,0                        | 167,0              | 112,3 | 11,4               |
| 20.   | Ausztrália (AUS) · Monica MacDonald · Rodney Clarke           | 9×20+                     | 178,0                       | 178,0              | 105,8 | 12,0               |

### Eredeti (original) tánc
Az eredeti (original) táncot február 22-én rendezték.
| Hely. | Versenyzők                                                    | Többségi helyezések száma | Többségi helyezések összege | Helyezések összege | Pont  | Helyezési pontszám |
| ----- | ------------------------------------------------------------- | ------------------------- | --------------------------- | ------------------ | ----- | ------------------ |
| 1.    | Szovjetunió (URS)-1 · Natalja Besztyemjanova · Andrej Bukin   | 9×1+                      | 9,0                         | 9,0                | 106,3 | 0,4                |
| 2.    | Szovjetunió (URS)-2 · Marina Klimova · Szergej Ponomarenko    | 8×2+                      | 16,0                        | 19,0               | 104,9 | 0,8                |
| 3.    | Kanada (CAN)-1 · Tracy Wilson · Robert McCall                 | 9×3+                      | 26,0                        | 26,0               | 104,3 | 1,2                |
| 4.    | Szovjetunió (URS)-3 · Natalja Annyenko · Genrih Szretyenszkij | 8×4+                      | 32,0                        | 38,0               | 103,1 | 1,6                |
| 5.    | Ausztria (AUT) · Kathrin Beck · Christoff Beck                | 7×5+                      | 35,0                        | 48,0               | 100,6 | 2,0                |
| 6.    | Egyesült Államok (USA)-1 · Suzanne Semanick · Scott Gregory   | 6×6+                      | 36,0                        | 57,0               | 98,8  | 2,4                |
| 7.    | Magyarország (HUN) · Engi Klára · Tóth Attila                 | 5×7+                      | 35,0                        | 67,0               | 97,1  | 2,8                |
| 8.    | Franciaország (FRA)-1 · Isabelle Duchesnay · Paul Duchesnay   | 5×8+                      | 28,0                        | 66,0               | 98,2  | 3,2                |
| 9.    | NSZK (FRG) · Antonia Becherer · Ferdinand Becherer            | 6×9+                      | 50,0                        | 81,0               | 95,3  | 3,6                |
| 10.   | Olaszország (ITA) · Lia Trovati · Roberto Pelizzola           | 8×10+                     | 76,0                        | 87,0               | 94,5  | 4,0                |
| 11.   | Egyesült Államok (USA)-2 · Susan Wynne · Joseph Druar         | 7×11+                     | 76,0                        | 101,0              | 91,8  | 4,4                |
| 12.   | Kanada (CAN)-2 · Karyn Garossino · Rodney Garossino           | 6×12+                     | 68,0                        | 107,0              | 91,1  | 4,8                |
| 13.   | Nagy-Britannia (GBR) · Sharon Jones · Paul Askham             | 5×12+                     | 60,0                        | 113,0              | 90,5  | 5,2                |
| 14.   | Franciaország (FRA)-2 · Corinne Paliard · Didier Courtois     | 5×14+                     | 69,0                        | 129,0              | 86,2  | 5,6                |
| 15.   | Csehszlovákia (TCH) · Viera Řeháková · Ivan Havránek          | 8×15+                     | 116,0                       | 132,0              | 86,0  | 6,0                |
| 16.   | Kanada (CAN)-3 · Melanie Cole · Michael Farrington            | 8×16+                     | 127,0                       | 144,0              | 82,9  | 6,4                |
| 17.   | Lengyelország (POL) · Horonata Gorna · Andrzej Dostatni       | 8×17+                     | 135,0                       | 153,0              | 81,1  | 6,8                |
| 18.   | Japán (JPN) · Tanaka Tomoko · Szuzuki Hirojuki                | 7×18+                     | 125,0                       | 163,0              | 79,5  | 7,2                |
| 19.   | Kína (CHN) · Liu Luyang · Zhao Xiaolei                        | 8×19+                     | 150,0                       | 170,0              | 77,7  | 7,6                |
| 20.   | Ausztrália (AUS) · Monica MacDonald · Rodney Clarke           | 9×20+                     | 179,0                       | 179,0              | 75,7  | 8,0                |

### Kűr
A kűrt február 23-án rendezték.
| Hely. | Versenyzők                                                    | Többségi helyezések száma | Többségi helyezések összege | Helyezések összege | Pont  | Helyezési pontszám |
| ----- | ------------------------------------------------------------- | ------------------------- | --------------------------- | ------------------ | ----- | ------------------ |
| 1.    | Szovjetunió (URS)-1 · Natalja Besztyemjanova · Andrej Bukin   | 9×1+                      | 9,0                         | 9,0                | 106,0 | 1,0                |
| 2.    | Szovjetunió (URS)-2 · Marina Klimova · Szergej Ponomarenko    | 8×2+                      | 16,0                        | 19,0               | 104,7 | 2,0                |
| 3.    | Kanada (CAN)-1 · Tracy Wilson · Robert McCall                 | 9×3+                      | 26,0                        | 26,0               | 103,7 | 3,0                |
| 4.    | Szovjetunió (URS)-3 · Natalja Annyenko · Genrih Szretyenszkij | 8×4+                      | 32,0                        | 38,0               | 102,2 | 4,0                |
| 5.    | Ausztria (AUT) · Kathrin Beck · Christoff Beck                | 8×5+                      | 40,0                        | 46,0               | 101,3 | 5,0                |
| 6.    | Egyesült Államok (USA)-1 · Suzanne Semanick · Scott Gregory   | 5×6+                      | 30,0                        | 59,0               | 99,8  | 6,0                |
| 7.    | Magyarország (HUN) · Engi Klára · Tóth Attila                 | 6×7+                      | 42,0                        | 66,0               | 98,9  | 7,0                |
| 8.    | Franciaország (FRA)-1 · Isabelle Duchesnay · Paul Duchesnay   | 5×8+                      | 28,0                        | 67,0               | 98,7  | 8,0                |
| 9.    | NSZK (FRG) · Antonia Becherer · Ferdinand Becherer            | 7×9+                      | 59,0                        | 80,0               | 96,7  | 9,0                |
| 10.   | Olaszország (ITA) · Lia Trovati · Roberto Pelizzola           | 5×9+                      | 45,0                        | 87,0               | 95,9  | 10,0               |
| 11.   | Egyesült Államok (USA)-2 · Susan Wynne · Joseph Druar         | 5×11+                     | 53,0                        | 103,0              | 94,0  | 11,0               |
| 12.   | Kanada (CAN)-2 · Karyn Garossino · Rodney Garossino           | 7×12+                     | 79,0                        | 105,0              | 93,7  | 12,0               |
| 13.   | Nagy-Britannia (GBR) · Sharon Jones · Paul Askham             | 5×12+                     | 60,0                        | 112,0              | 93,1  | 13,0               |
| 14.   | Franciaország (FRA)-2 · Corinne Paliard · Didier Courtois     | 7×14+                     | 98,0                        | 128,0              | 89,1  | 14,0               |
| 15.   | Csehszlovákia (TCH) · Viera Řeháková · Ivan Havránek          | 9×15+                     | 133,0                       | 133,0              | 88,1  | 15,0               |
| 16.   | Kanada (CAN)-3 · Melanie Cole · Michael Farrington            | 7×16+                     | 112,0                       | 148,0              | 83,9  | 16,0               |
| 17.   | Lengyelország (POL) · Horonata Gorna · Andrzej Dostatni       | 6×17+                     | 101,0                       | 156,0              | 82,2  | 17,0               |
| 18.   | Japán (JPN) · Tanaka Tomoko · Szuzuki Hirojuki                | 7×18+                     | 122,0                       | 161,0              | 81,8  | 18,0               |
| 19.   | Kína (CHN) · Liu Luyang · Zhao Xiaolei                        | 9×19+                     | 166,0                       | 166,0              | 81,3  | 19,0               |
| 20.   | Ausztrália (AUS) · Monica MacDonald · Rodney Clarke           | 9×20+                     | 178,0                       | 178,0              | 79,4  | 20,0               |

### Végeredmény
| Helyezés | Versenyzők                                                    | Helyezési pontszámok | Helyezési pontszámok    | Helyezési pontszámok | Helyezési pontszámok |
| Helyezés | Versenyzők                                                    | Kötelező tánc        | Eredeti (original) tánc | Kűr                  | Összesen             |
| -------- | ------------------------------------------------------------- | -------------------- | ----------------------- | -------------------- | -------------------- |
| Arany    | Szovjetunió (URS)-1 · Natalja Besztyemjanova · Andrej Bukin   | 0,6                  | 0,4                     | 1,0                  | 2,0                  |
| Ezüst    | Szovjetunió (URS)-2 · Marina Klimova · Szergej Ponomarenko    | 1,2                  | 0,8                     | 2,0                  | 4,0                  |
| Bronz    | Kanada (CAN)-1 · Tracy Wilson · Robert McCall                 | 1,8                  | 1,2                     | 3,0                  | 6,0                  |
| 4.       | Szovjetunió (URS)-3 · Natalja Annyenko · Genrih Szretyenszkij | 2,4                  | 1,6                     | 4,0                  | 8,0                  |
| 5.       | Ausztria (AUT) · Kathrin Beck · Christoff Beck                | 3,0                  | 2,0                     | 5,0                  | 10,0                 |
| 6.       | Egyesült Államok (USA)-1 · Suzanne Semanick · Scott Gregory   | 3,6                  | 2,4                     | 6,0                  | 12,0                 |
| 7.       | Magyarország (HUN) · Engi Klára · Tóth Attila                 | 4,2                  | 2,8                     | 7,0                  | 14,0                 |
| 8.       | Franciaország (FRA)-1 · Isabelle Duchesnay · Paul Duchesnay   | 4,8                  | 3,2                     | 8,0                  | 16,0                 |
| 9.       | NSZK (FRG) · Antonia Becherer · Ferdinand Becherer            | 5,4                  | 3,6                     | 9,0                  | 18,0                 |
| 10.      | Olaszország (ITA) · Lia Trovati · Roberto Pelizzola           | 6,0                  | 4,0                     | 10,0                 | 20,0                 |
| 11.      | Egyesült Államok (USA)-2 · Susan Wynne · Joseph Druar         | 6,6                  | 4,4                     | 11,0                 | 22,0                 |
| 12.      | Kanada (CAN)-2 · Karyn Garossino · Rodney Garossino           | 7,2                  | 4,8                     | 12,0                 | 24,0                 |
| 13.      | Nagy-Britannia (GBR) · Sharon Jones · Paul Askham             | 7,8                  | 5,2                     | 13,0                 | 26,0                 |
| 14.      | Franciaország (FRA)-2 · Corinne Paliard · Didier Courtois     | 9,0                  | 5,6                     | 14,0                 | 28,6                 |
| 15.      | Csehszlovákia (TCH) · Viera Řeháková · Ivan Havránek          | 8,4                  | 6,0                     | 15,0                 | 29,4                 |
| 16.      | Kanada (CAN)-3 · Melanie Cole · Michael Farrington            | 9,6                  | 6,4                     | 16,0                 | 32,0                 |
| 17.      | Lengyelország (POL) · Horonata Gorna · Andrzej Dostatni       | 10,2                 | 6,8                     | 17,0                 | 34,0                 |
| 18.      | Japán (JPN) · Tanaka Tomoko · Szuzuki Hirojuki                | 10,8                 | 7,2                     | 18,0                 | 36,0                 |
| 19.      | Kína (CHN) · Liu Luyang · Zhao Xiaolei                        | 11,4                 | 7,6                     | 19,0                 | 38,0                 |
| 20.      | Ausztrália (AUS) · Monica MacDonald · Rodney Clarke           | 12,0                 | 8,0                     | 20,0                 | 40,0                 |